# Evert Kraaijvanger
Everhardus Hubertus Antonius (Evert) Kraaijvanger (Rotterdam, 14 juli 1899 - aldaar, 9 februari 1978) was een Nederlands civieltechnisch ingenieur, architect, constructeur, projectleider, gemeenteraadslid in Rotterdam van 1928 tot 1935, en lid van de Eerste Kamer voor de KVP.
Bij het architectenbureau Kraaijvanger Architects was hij vooral de organisator en constructeur. Na zijn studie civiele techniek in Delft ging hij bij zijn vader B.Th. Kraaijvanger werken, die architect/aannemer was. Hij had naast het architectenbureau ook een politieke loopbaan: 
- 1928-1935 gemeenteraadslid in Rotterdam,
- 1945-1946 wethouder Rotterdam (openbare werken)
- 1946-1950 lid van Provinciale Staten van Zuid-Holland
- 1946-1971 Eerste Kamerlid voor de KVP.[3]

In 1969 nam hij afscheid en werd opgevolgd door zijn zoon B.Th.F. (Ben) Kraaijvanger. Voor zijn bijzondere verdienste voor de architectuur ontving Evert op 20 mei 1966 de BNA-kubus.